# Antidotes
Antidotes – debiutancka płyta brytyjskiego, math rockowego zespołu Foals. Album został wydany 24 marca 2008 roku.

## Lista utworów
1. "The French Open" – 3:46
2. "Cassius" – 3:50
3. "Red Socks Pugie" – 5:09
4. "Olympic Airways" – 4:19
5. "Electric Bloom" – 4:55
6. "Balloons" – 3:01
7. "Heavy Water" – 4:32
8. "Two Steps, Twice" – 4:39
9. "Big Big Love (Fig. 2)" – 5:47
10. "Like Swimming" – 1:58
11. "Tron" – 4:48

Utwory bonusowe
1. "Hummer"
2. "Mathletics"